# Шевченко Віталій Володимирович (Герой України)
Віталій Володимирович Шевченко (1991—2023) — молодший сержант Збройних сил України, учасник російсько-української війни. Герой України (2025, посмертно).

## Життєпис
Народився 9 серпня 1991 року в місті Миргород (за іншими даними в селі Трудолюб). Навчався у Миргородському училищі № 44 де здобув фах водія-електрика. 
Пройшов строкову військову службу, був танкістом.
З початком повномасштабного російського вторгнення приєднався до лав 116-ї бригади ТрО. Був командиром стрілецького відділення. 
Загинув 12 квітня 2023 року в районі села Тоненьке на Донеччині.

## Нагороди
- Звання Герой України з удостоєнням ордена «Золота Зірка» (21 лютого 2025, посмертно) — за особисту мужність і героїзм, виявлені у захисті державного суверенітету та територіальної цілісності України, самовіддане служіння Українському народові[2].
- Орден «За мужність» III ступеня (2 червня 2023, посмертно) — за особисту мужність, виявлену у захисті державного суверенітету та територіальної цілісності України, самовіддане виконання військового обов'язку[3].

## Вшанування
Присвоєно звання «Почесний громадянин Миргородської міської територіальної громади» (24 травня 2023, посмертно). 
Вулицю в місті Миргород перейменовано на честь Віталія Шевченка.